# New-York-City-Marathon 1999
Der New-York-City-Marathon 1999 war die 30. Ausgabe der jährlich stattfindenden Laufveranstaltung in New York City, Vereinigte Staaten. Der Marathon fand am 7. November 1999 statt.
Bei den Männern gewann Joseph Chebet in 2:09:14 h und bei den Frauen Adriana Fernández in 2:25:06 h.

## Ergebnisse

### Männer
| Platz | Athlet                | Land     | Zeit (h) |
| ----- | --------------------- | -------- | -------- |
| 01    | Joseph Chebet         | Kenia    | 2:09:14  |
| 02    | Domingos Castro       | Portugal | 2:09:20  |
| 03    | Shem Kororia          | Kenia    | 2:09:32  |
| 04    | Giacomo Leone         | Italien  | 2:09:36  |
| 05    | John Kagwe            | Kenia    | 2:09:39  |
| 06    | Elijah Lagat          | Kenia    | 2:09:59  |
| 07    | Abdelkader El Mouaziz | Marokko  | 2:10:28  |
| 08    | Simon Biwott          | Kenia    | 2:11:25  |
| 09    | Martín Fiz            | Spanien  | 2:12:03  |
| 10    | Silvio Guerra         | Ecuador  | 2:13:24  |

### Frauen
| Platz | Athletin              | Land        | Zeit (h) |
| ----- | --------------------- | ----------- | -------- |
| 01    | Adriana Fernández     | Mexiko      | 2:25:06  |
| 02    | Catherine Ndereba     | Kenia       | 2:27:34  |
| 03    | Katrin Dörre-Heinig   | Deutschland | 2:28:41  |
| 04    | Franca Fiacconi       | Italien     | 2:29:49  |
| 05    | Irina Timofejewa      | Russland    | 2:31:21  |
| 06    | Anuța Cătună          | Rumänien    | 2:32:05  |
| 07    | Alina Tecuta-Gherasim | Rumänien    | 2:36:23  |
| 08    | Márcia Narloch        | Brasilien   | 2:37:13  |
| 09    | Margaret Kagiri       | Kenia       | 2:38:10  |
| 10    | Zofia Wieciorkowska   | Polen       | 2:43:24  |